# Piazza Navona

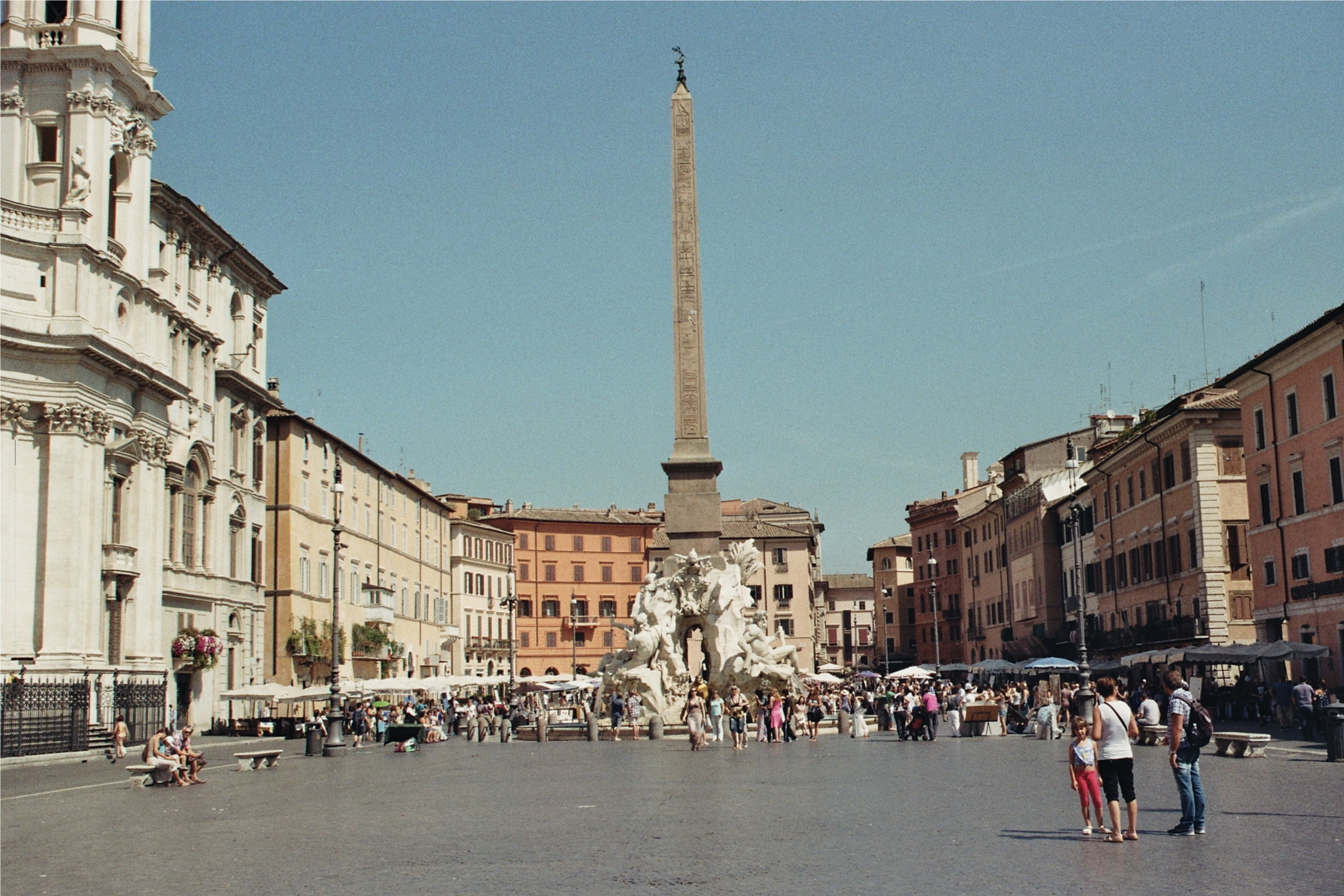
Piazza Navona

Piazza Navona è una delle più celebri piazze monumentali di Roma, abbellita in stile monumentale dalla famiglia Pamphili per volere di papa Innocenzo X (Giovanni Battista Pamphili) con la forma tipica di un antico stadio.

## Storia

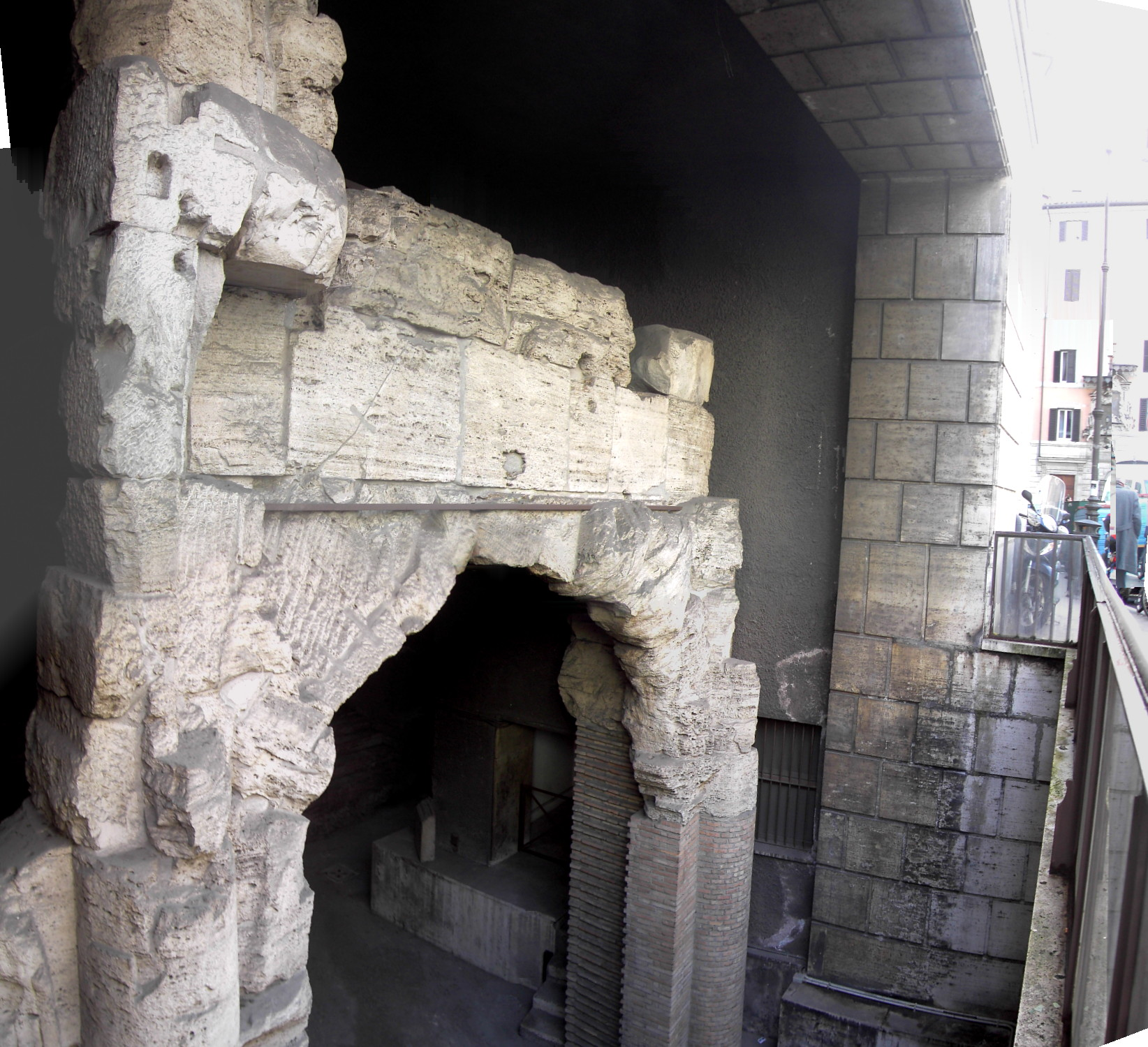
Resti dello stadio di Domiziano sotto piazza Navona visibili da via Zanardelli

Piazza Navona, ai tempi dell'antica Roma, era lo Stadio di Domiziano che fu fatto costruire dall'imperatore Domiziano nell'85 e nel III secolo fu restaurato da Alessandro Severo. Era lungo 265 metri, largo 106 e poteva ospitare 30.000 spettatori.
Lo stadio era riccamente decorato con alcune statue, una delle quali è quella di Pasquino (forse una copia di un gruppo ellenistico pergameno che si presume rappresentante Menelao che sorregge il corpo di Patroclo), che si trova adesso nell'omonima piazza di fianco a Piazza Navona.
Poiché era uno stadio e non un circo, non c'erano i carceres (i cancelli da cui uscivano i cavalli da corsa) né la spina (il muro divisorio intorno a cui correvano i cavalli) come, ad esempio, il Circo Massimo, ma era tutto libero ed utilizzato per le gare degli atleti. L'obelisco che ora è al centro della piazza non si trovava lì, ma viene dal circo di Massenzio, che è tuttora sulla via Appia.
Il nome della piazza era originariamente "in Agone" (dal latino in agonis, "giochi") poiché lo stadio era usato esclusivamente per le gare di atletica. Anticamente la piazza era concava, si bloccavano le chiusure delle tre fontane e l'acqua usciva in modo da allagare la piazza.
Tra X e XI secolo il Campus Agonis con le sue Cryptas erano interamente di proprietà dell'Abbazia di Farfa, per passare nel XIII secolo interamente sotto il controllo del magistrato romano della camera capitolina da destinare periodicamente ad uso ludico, uso che si protrarrà fino ad età rinascimentale avanzata quando ancora appare come area adibita ad addestramento cavalleresco e ludi carnevaleschi. In questo breve intervallo la proprietà del Circus Agonis risulta frazionato tra proprietari privati ed enti ecclesiastici.
Che la piazza "in Nagoni" fosse tornata ad essere utilizzata a fini ludici consta già nella seconda metà del XV secolo, durante il regno di Paolo II con il Carnevale e nel 1476, in occasione di una giostra organizzata dalla famiglia di papa Sisto IV nel giorno di San Marco.
Tra il 1810 ed il 1839 nella piazza si tennero le corse al fantino, ossia corse di cavalli montati (che però non avevano parentela con le più famose corse dei barberi di Via del Corso).

## Descrizione

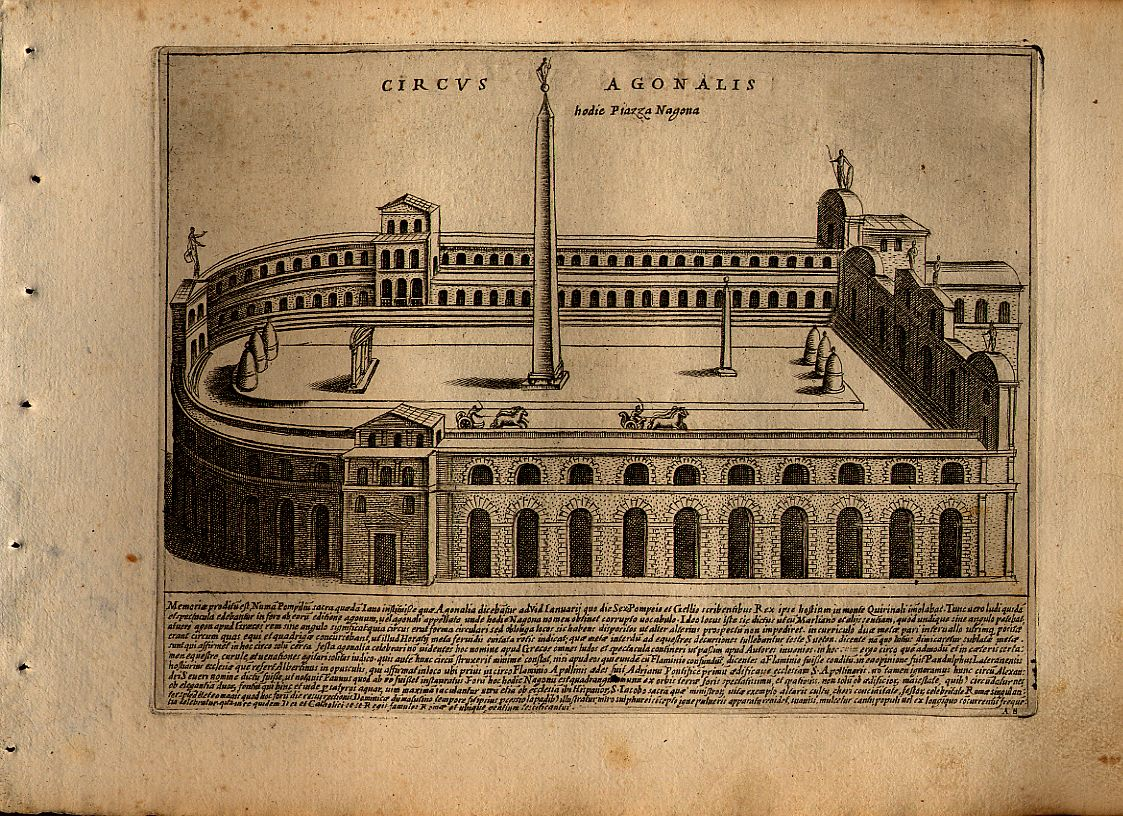
Antica stampa del 1613

Piazza Navona, interamente rivestita in sampietrini, ha pianta di forma rettangolare allungata che termina, su uno dei due lati più corti, con un semicerchio. È dotata di tre fontane e di un obelisco. La particolare geometria della piazza è data dal precedente circo che sorgeva al suo posto in periodo romano.
Piazza Navona è un simbolo della Roma barocca, con elementi architettonici e scultorei di Gian Lorenzo Bernini (la Fontana dei Quattro Fiumi al centro della piazza, che rappresenta il Danubio, il Gange, il Nilo ed il Rio della Plata, i quattro angoli della Terra), Francesco Borromini e Girolamo Rainaldi (la chiesa di Sant'Agnese in Agone, davanti alla fontana del Bernini). Sulla piazza si erge anche la facciata posteriore della Chiesa di Nostra Signora del Sacro Cuore.

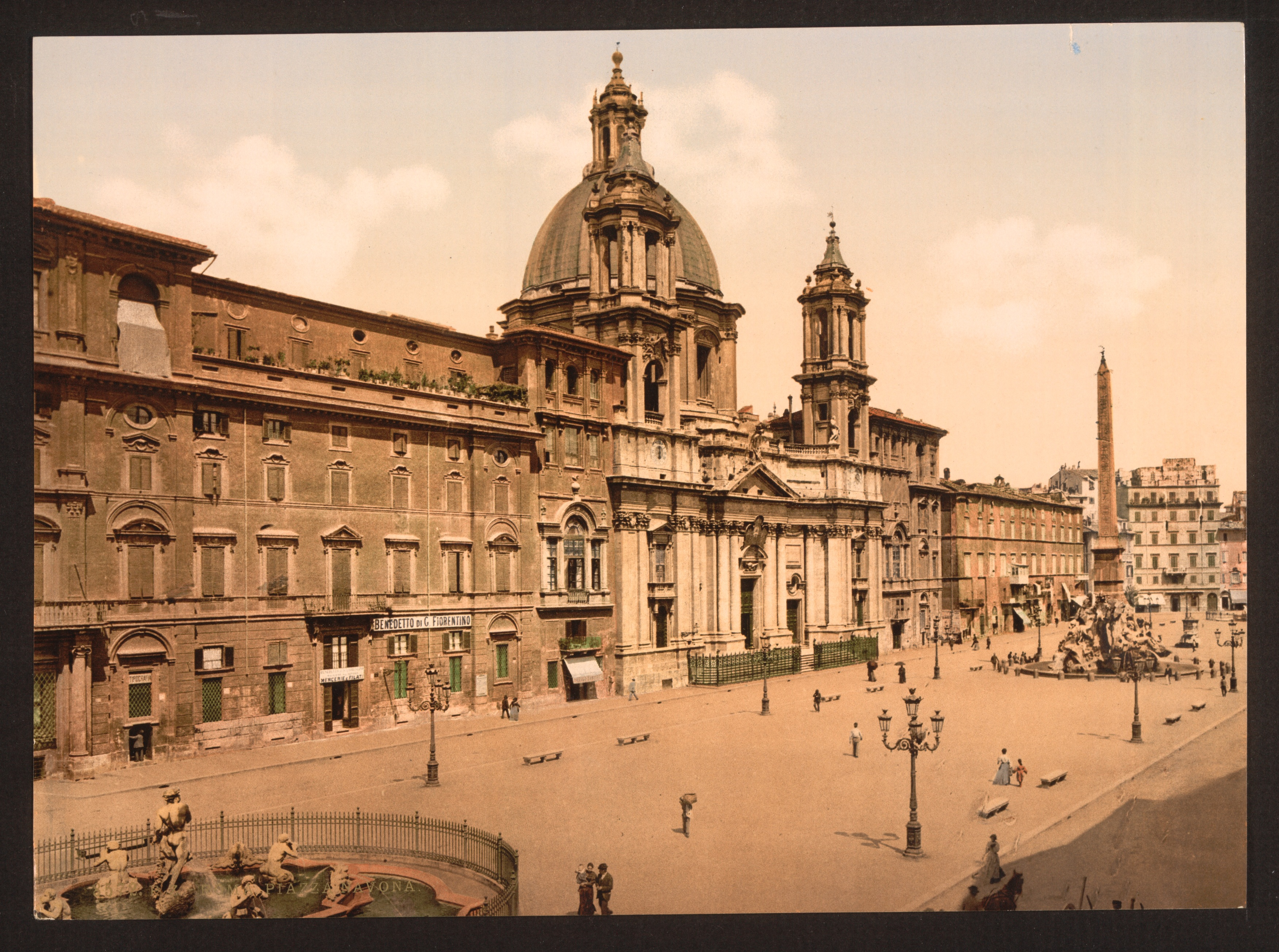
Piazza Navona tra il 1890 e il 1900

La piazza doveva celebrare la grandezza del casato dei Pamphili (in una sorta di competizione con i Barberini ed i Farnese) ed Innocenzo X (nato Giovanni Battista Pamphilj) volle che vi si erigesse il palazzo omonimo e che la piazza fosse ornata con opere di ingente valore. Per il riassetto dell'area si ricorse perciò alla demolizione di alcuni isolati, quali i palazzi Cybo e Mellini, mentre la gara per l'aggiudicazione delle commesse fu combattuta senza esclusione di espedienti fra i principali architetti del tempo; un ruolo di rilievo nella scelta degli artisti fu giocato anche dalla potente Donna Olimpia Maidalchini (influente e disinvolta cognata di papa Innocenzo X), alla quale si disse ad esempio che Bernini avesse donato un modellino in argento del suo progetto della fontana, ma secondo altri fu sempre lei a scegliere Borromini per sostituire il Rainaldi nel completamento della chiesa.
Essa ricorda il martirio che sant'Agnese avrebbe subito proprio in quella parte della piazza e, vuole la leggenda, sarebbe stata eretta esattamente al di sopra di quel postribolo ove avvennero i fatti e che si sarebbe perpetuato in tale funzione, sino appunto al momento della costruzione, negli attuali sotterranei dell'edificio. È anzi proprio dai fornici di questi locali interrati che la parola latina fornices assunse anche il significato di lupanare (determinando inoltre la derivazione della radice del verbo fornicare). La chiesa attuale sorge dove sin dal Medioevo era già stata eretta una piccola chiesetta parrocchiale.
La leggenda circa la presunta rivalità fra il Bernini e il Borromini suggerisce che a due delle quattro statue dei fiumi Bernini abbia voluto concedere speciali tutele contro l'opera dell'avversario: al Nilo una benda sulla testa per sottrarsi all'infelice visione e al Rio della Plata una mano protesa per ripararsi dal forse imminente crollo della chiesa; ma la credenza è infondata, poiché la fontana fu realizzata prima della chiesa, la fontana essendo stata realizzata nel 1648-1651 mentre la chiesa venne iniziata nel 1652 e Borromini ne assunse il progetto solo nel 1653, mentre il Nilo ha la testa bendata perché al tempo non erano state ancora scoperte le sorgenti del fiume. La statua di Sant'Agnese sulla facciata della chiesa ha una postura che apre a più interpretazioni, fra le quali quella che la mano sul petto, insieme all'espressione del volto, sia segno di sconcerto.
La "competizione" fra i due autori, almeno in questa piazza, si risolse in toni scherzosi.
Piazza Navona ha anche altre due fontane: la Fontana del Moro, scolpita da Giacomo della Porta e ritoccata dal Bernini, situata nell'area sud della piazza, e la Fontana del Nettuno (originariamente fontana dei Calderari), situata nell'area nord, opera di Gregorio Zappalà e Antonio Della Bitta.

### I palazzi

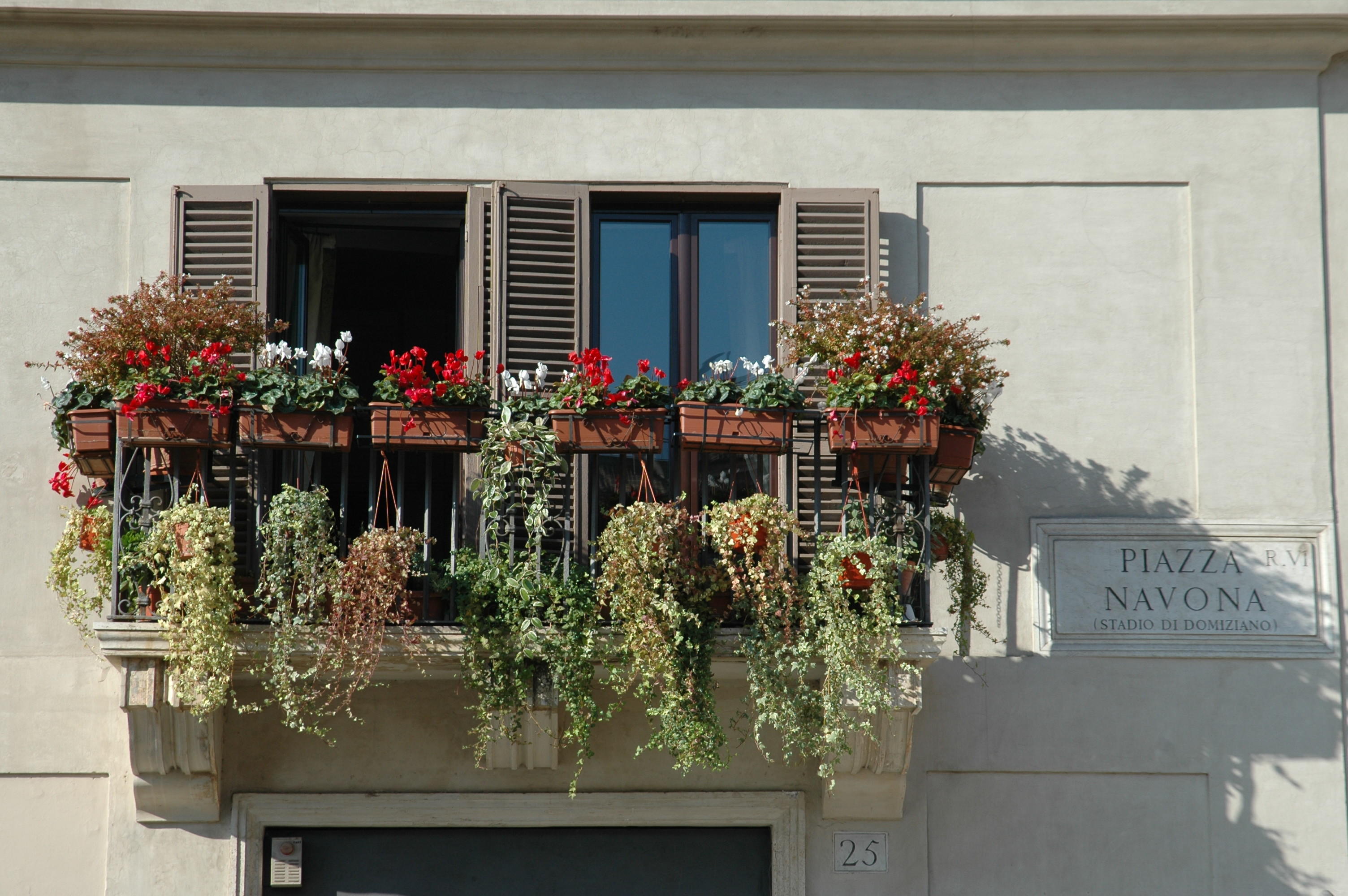
Balcone di Piazza Navona

- Balcone di Piazza NavonaPalazzo Braschi - della fine del XVIII secolo, sorto sull'area dove sorgeva il palazzo fatto costruire da Francesco Orsini prefetto di Roma nel '400.
- Palazzo De Torres - Lancellotti - eretto intorno al 1552 da Pirro Ligorio.
- Palazzo Pamphilj - eretto tra il 1644 ed il 1650 circa da Girolamo Rainaldi.
- Palazzo Tuccimei (già de Cupis Ornani)- eretto nella seconda metà del XVI secolo, su un palazzetto e delle case limitrofe del secolo precedente.
- Palazzetto del Vignola
- Palazzo Serafini Scaretti

### Il mercato

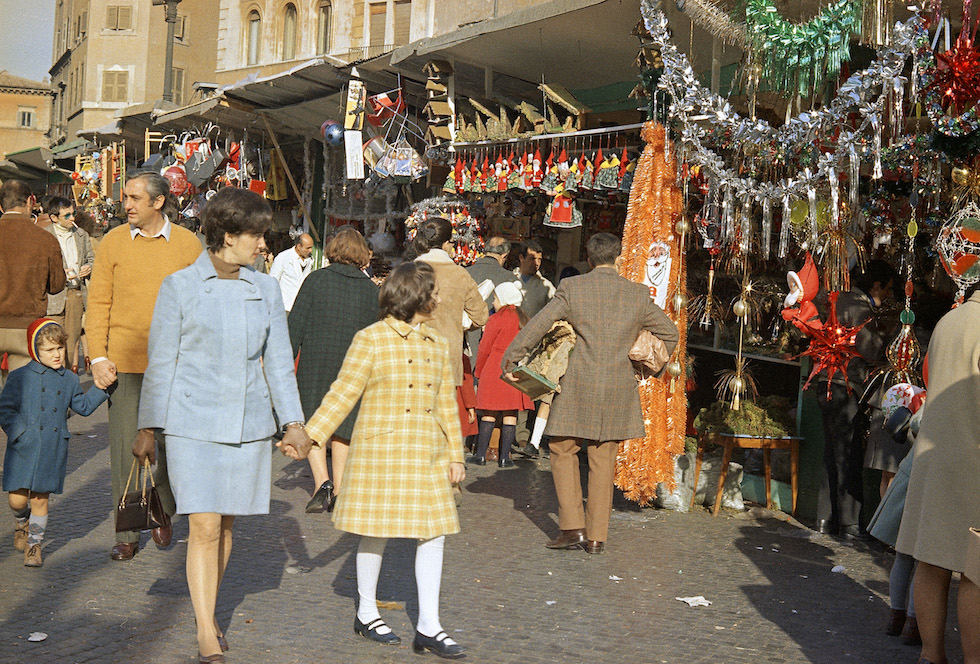
Il mercato di Piazza Navona nel dicembre 1968.

La piazza ospita un mercato che nel tempo è divenuto tradizionale. Nato come mercato rionale (in realtà si trattava del trasferimento di gran parte del mercato del Campidoglio ordinato da Sisto IV nel 1477), simile a quello attivo di Campo de' Fiori, risultava caratteristico per l'ubicazione dei banchi che seguivano l'ovale. Durante i mesi caldi il mercato era sospeso per l'uso di allagare la piazza a fini di refrigerio della cittadinanza, abitudine in uso sino all'Ottocento.

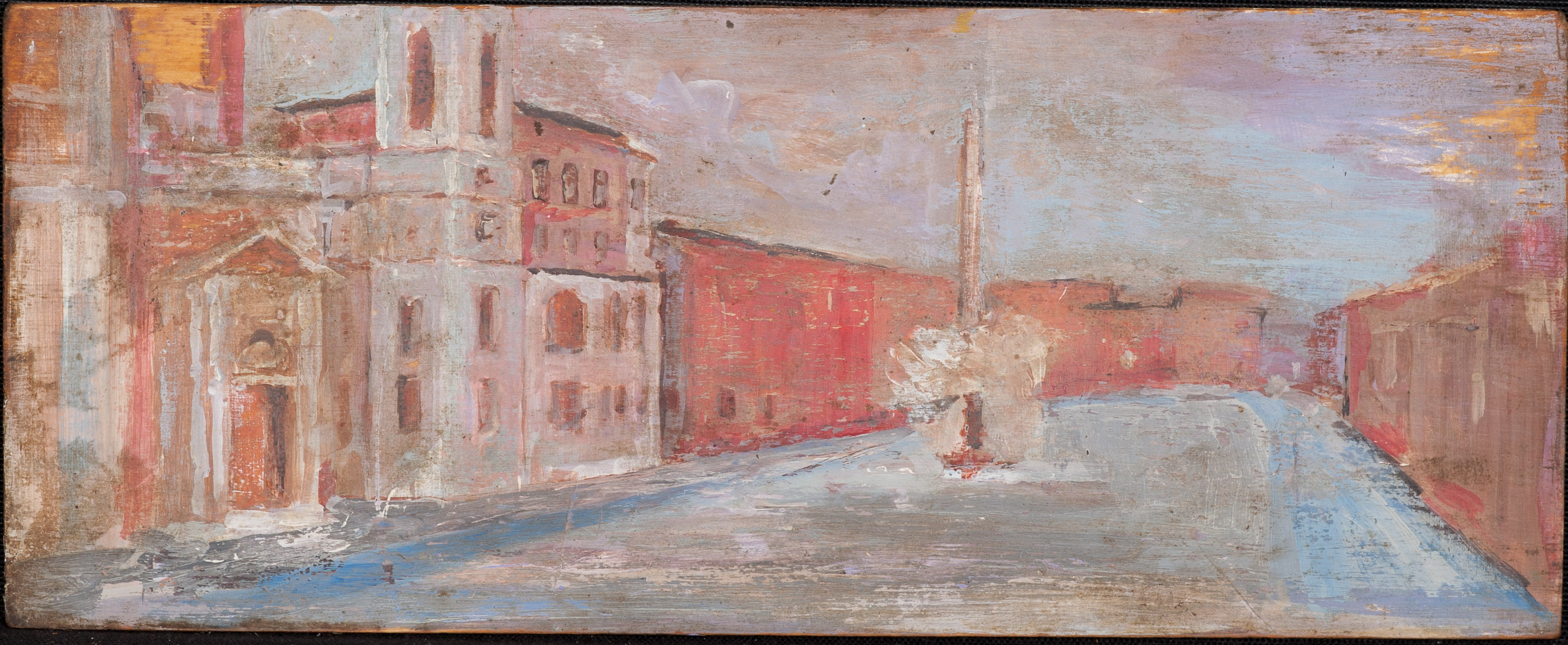
Piazza Navona - olio su tavola - anno 1962 - di Paolo Salvati

Nel tempo, anche in ragione della sempre più marcata destinazione turistica dei luoghi, il mercato fu pian piano riversato sul già esistente vicino mercato di Campo de' Fiori e limitato in questa piazza al solo periodo natalizio; il valore tradizionale di questo mercato si ha in particolare con la ricorrenza dell'Epifania con la Befana di piazza Navona.
A partire dal dopoguerra, così come per la scalinata di Trinità dei Monti e Galleria Alberto Sordi già Galleria Colonna, Via Margutta, artisti, pittori e disegnatori hanno cominciato a frequentare la piazza insediandovi estemporanei cavalletti per dipingere e per esporre, anche a fini di vendita, le loro creazioni; parallelamente, è nato inoltre l'uso di realizzare ritratti (anche caricaturali) per i passanti. La piazza è divenuta anche luogo di incontro e di performance di artisti "stradali".

## Piazza Navona nell'arte

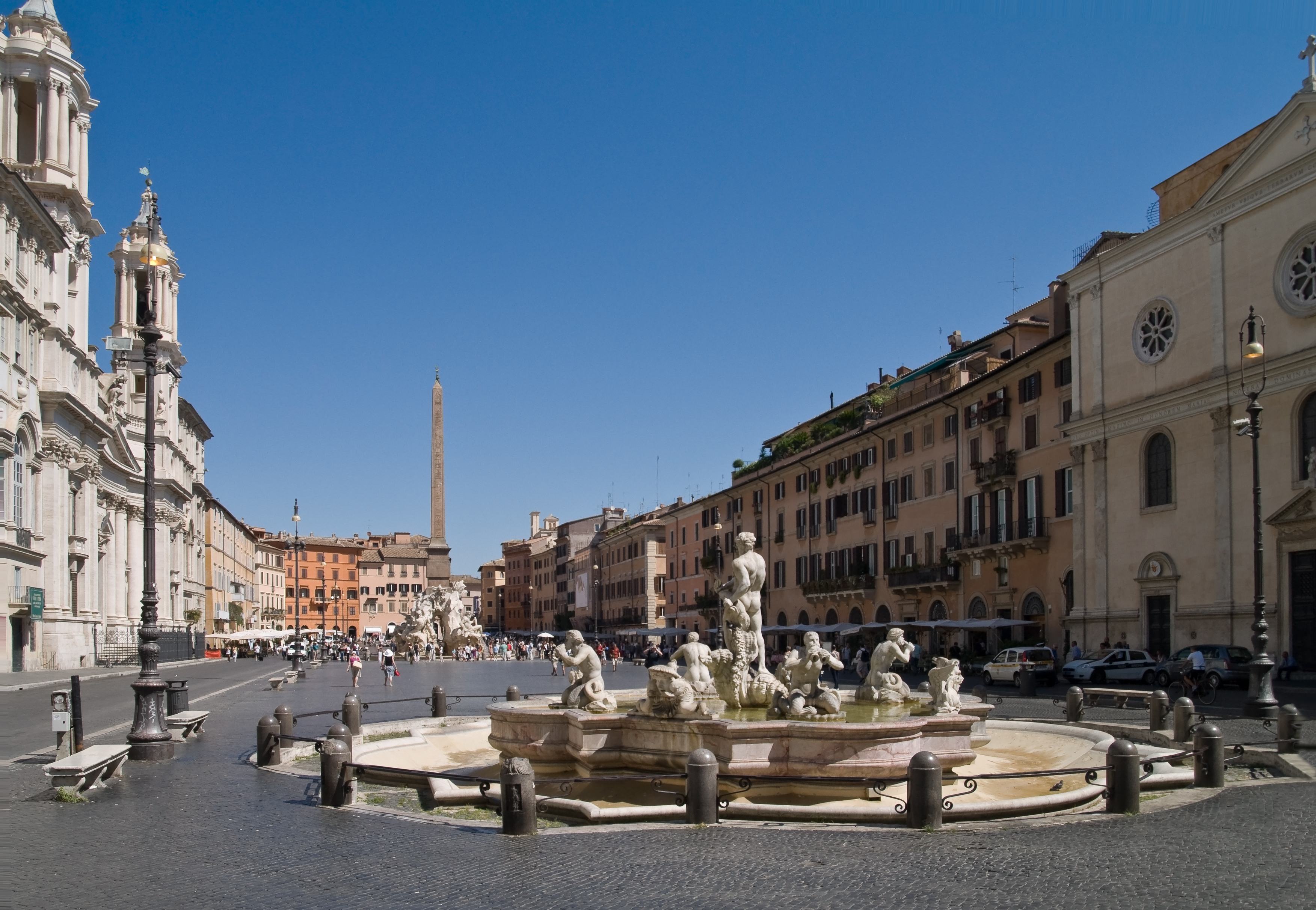
Piazza Navona di giorno

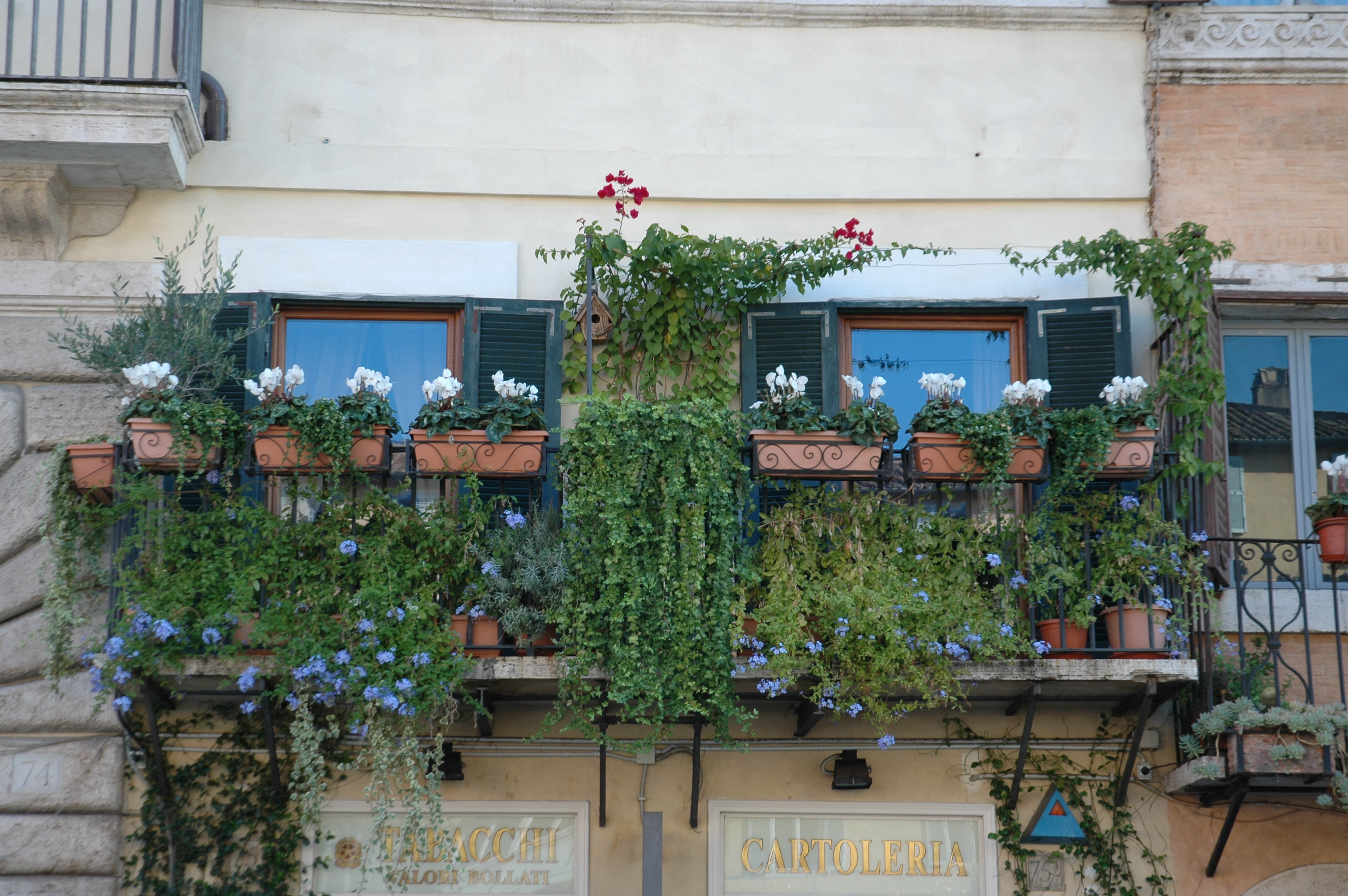
Fiori di Piazza Navona

La piazza è citata dal Belli in un sonetto che ne rende una veloce descrizione sociologica, economica, artistica e anche storica, rievocando il tempo della Roma papalina in cui la piazza ospitava una pubblica gogna, nonché la facoltà del torturatore - dalla sentenza di condanna in genere attribuita alla sua discrezione - di maggiorare la pena corporale di quanto ritenesse opportuno (a beneficio dello spettacolo - ché tale era per il numeroso pubblico che usava intervenire):
Piazza Navona
E dde San Pietro e dde Piazza-de-Spaggna.
Cuesta nun è una piazza, è una campaggna,
Un treàto, una fiera, un'allegria.
Va' dda la Pulinara a la Corzía,
Curri da la Corzía a la Cuccaggna ;
Pe ttutto trovi robba che sse maggna,
Pe ttutto ggente che la porta via.
Cqua cce sò ttre ffuntane inarberate:
Cqua una gujja che ppare una sentenza:
Cqua se fa er lago cuanno torna istate.
Cqua ss'arza er cavalletto che ddispenza
Sur culo a cchi le vò ttrenta nerbate,
E ccinque poi pe la bbonifiscenza.»
(1º febbraio 1833)

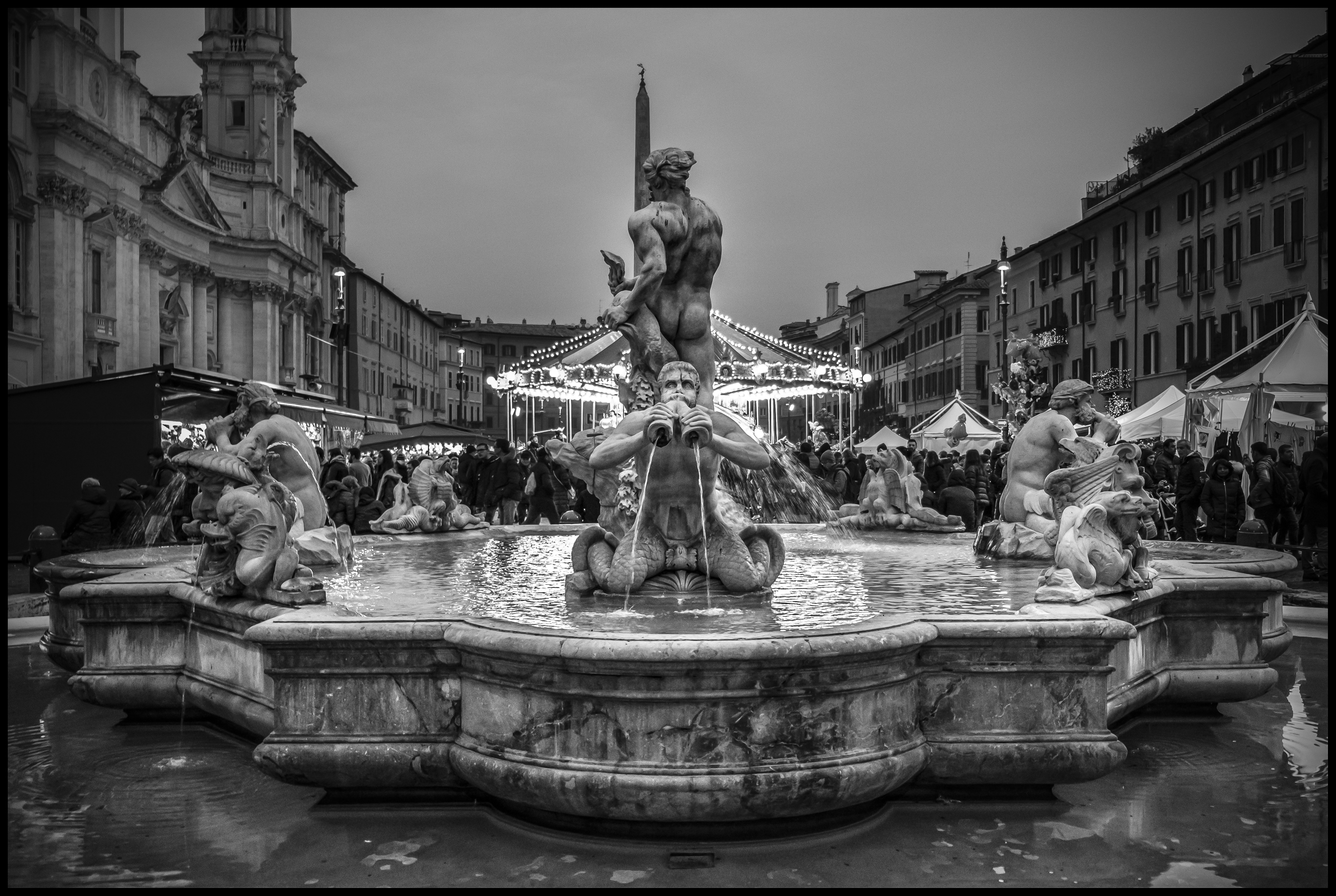
Piazza Navona - Fontana del Moro

All'epoca del Belli, come detto, nella piazza si teneva ancora con regolarità il mercato, citato in un altro sonetto forse ispirato dalla nascente compravendita di libri usati (o dalla prima diffusione dei lunari, sorta di calendari che ebbero grande successo nella prima metà dell'Ottocento):
Er mercato de piazza Navona
sce siino ferravecchi e scatolari,
rigattieri, spazzini, bbicchierari,
stracciaroli e ttant'antre marcanzie,
nun c'è ggnente da dì. Ma ste scanzie
de libbri, e sti libbracci, e sti libbrari,
che cce vienghen' a ffà? ccosa sc'impari
da tanti libbri e ttante libbrarie?
Tu pijja un libbro a ppanza vòta, e ddoppo
che ll'hai tienuto per cquarc'ora in mano,
dimme s'hai fame o ss'hai maggnato troppo.
Che ppredicava a la Missione er prete?
"Li libbri non zò rrobba da cristiano:
fijji, per ccarità, nnu li leggete".»
(20 marzo 1834)
Lo scrittore Pietro Della Valle, giunto a Esfahan in Persia, nell'osservare la piazza Naqsh-e jahàn affermò che per bellezza aveva persino eclissato Piazza Navona:
(Pietro Della Valle)
- La piazza fa da luminoso scenario del film Ieri, oggi, domani di Vittorio De Sica, nell'episodio "Mara" con Sophia Loren e Marcello Mastroianni.

## Piazza Navona e i giochi d'acqua
Piazza Navona rimane celebre nella memoria dei romani per i giochi d'acqua che vi si svolgevano particolarmente nei mesi estivi che per motivi igienici vennero definitivamente aboliti da Pio IX nel 1866:

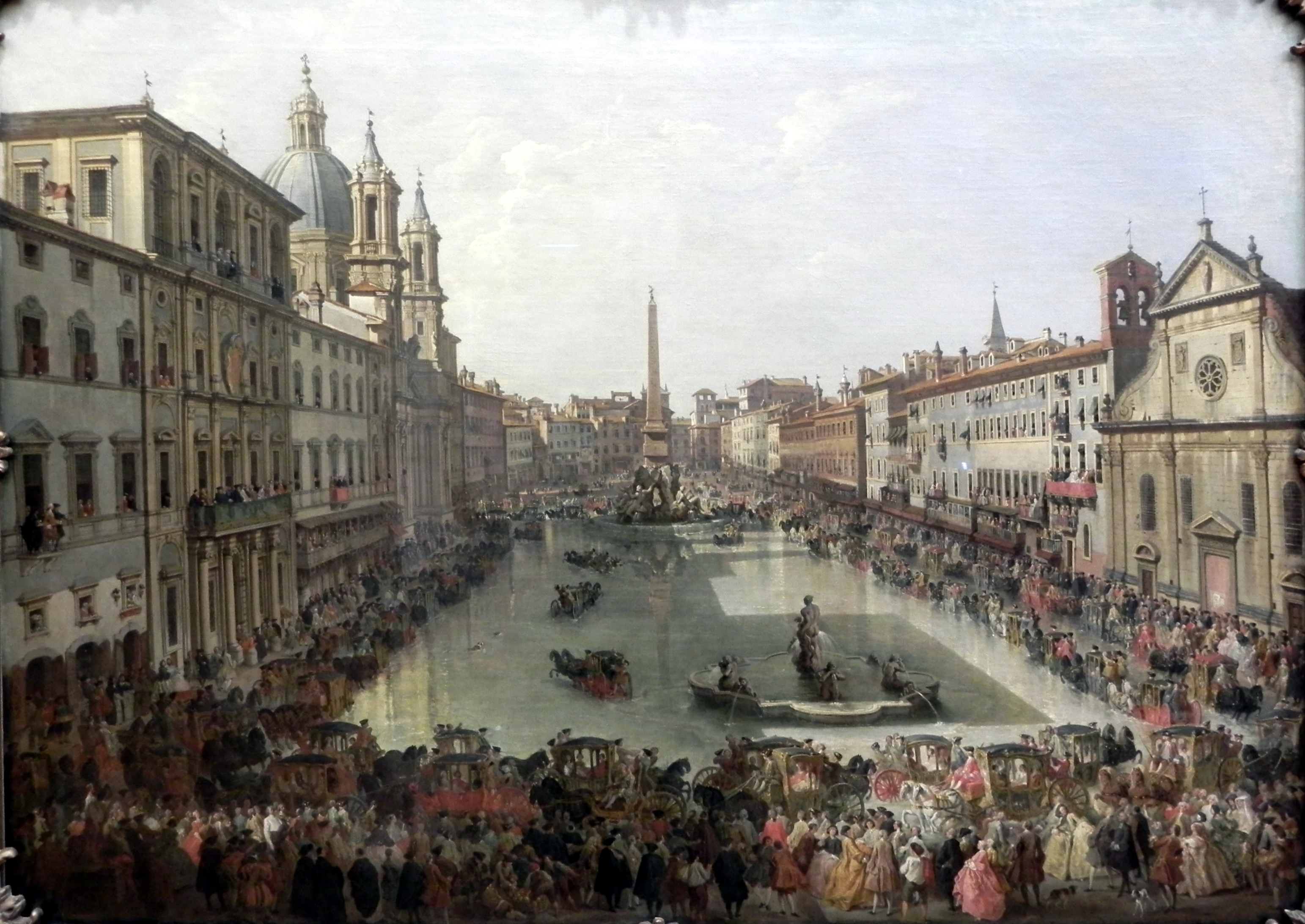
Giovanni Paolo Pannini (Piacenza, 17 giugno 1691 – Roma, 21 ottobre 1765): Giochi d'acqua in piazza Navona

L'alto clero, la nobiltà, la finanza, la bellezza, lasciano pel lago i passeggi galanti di villa Medici e di piazza di Spagna; dal Sacro Collegio all'infima plebe Roma intera vi accorre. Una siepe variopinta, ondeggiante di popolo, corona i lembi asciutti della piazza; le fenestre, i balconi, adorni d'arazzi e di parati smaglianti, ostentano il fiore della bellezza e della moda, mentre nell'acqua si complica, s'interseca il via vai delle carrozze dorate, dei calessi, delle carrette, dei cavalieri e dei succinti popolani. 
Quale attraente spettacolo!»
(Giuseppe Baracconi, I Rioni di Roma, 1904)